# Furies
Furies ist eine französische Action-Drama-Fernsehserie, die am 1. März 2024 weltweit auf Netflix veröffentlicht wurde.

## Inhalt
Die Serie erzählt die Geschichte von Lyna Guerrab, einer jungen Frau, deren Vater Buchhalter im kriminellen Untergrund von Paris an ihrem Geburtstag ermordet wird. Kurz vor seinem Tod überweist er ihr zwei Millionen Euro, wodurch sie ins Visier der Justiz gerät. Lyna wird verhaftet und verbringt einige Zeit im Gefängnis, wo sie beginnt, sich auf einen Rachefeldzug vorzubereiten.
Nach ihrer Entlassung begibt sie sich auf die Suche nach der sogenannten „Furie“, einer legendären Vermittlerfigur zwischen den sechs großen Pariser Mafiafamilien. Die derzeitige Furie, Selma, führt eine brutale Schreckensherrschaft im Untergrund, plant jedoch, ihre Nachfolge zu regeln. Lyna gerät in einen Machtkampf zwischen Familien, während sie sich Stück für Stück zur möglichen Erbin dieses Titels entwickelt.

## Produktion
Furies wurde von Empreinte Digitale und Daïmôn Films für Netflix France produziert. Regie führten unter anderem Cédric Nicolas-Troyan und Yoann Légave. Das Drehbuch stammt von Quoc Dang Tran.
Die Serie wurde am 1. März 2024 auf der Streaming-Plattform Netflix veröffentlicht.

## Besetzung und Synchronisation
Die deutschsprachige Synchronisation entstand nach den Dialogbuch von Markus Engelhardt sowie unter der Dialogregie von Navid Abri durch die Synchronfirma Interopa Film GmbH.
| Rolle                | Schauspieler      | Synchronsprecher    |
| -------------------- | ----------------- | ------------------- |
| Lyna                 | Lina El Arabi     | Flavia Vinzens      |
| Selma                | Marina Foïs       | Martina Treger      |
| Driss                | Mathieu Kassovitz | Nico Mamone         |
| Simon „der Fixer“    | Steve Tientcheu   | Tilo Schmitz        |
| Nico „der Entsorger“ | Quentin Faure     | Tobias Nath         |
| Elie                 | Jeremy Nadeau     | Sebastian Kluckert  |
| Orso                 | Sandor Funtek     | Jan Pohl            |
| Mama                 | Anne Azoulay      | Britta Steffenhagen |
| Keïta                | Eye Haïdara       | Elisa Bannat        |

## Episodenliste
Die komplette Staffel wurde am 1. März 2024 auf Netflix sowohl im Original als auch auf Deutsch erstveröffentlicht.
| Nr. (ges.) | Nr. (St.) | Deutscher Titel                                           | Originaltitel                   | Regie                       | Drehbuch                                         |
| ---------- | --------- | --------------------------------------------------------- | ------------------------------- | --------------------------- | ------------------------------------------------ |
| 1          | 1         | Ich arbeite für sie                                       | Je bosse pour elle              | Cedric Nicolas-Troyan       | Jean-Yves Arnaud, Yoann Legave                   |
| 2          | 2         | Eine Kugel im Kopf ist schlimmer als ein gebrochenes Herz | Cœur brisé > balle dans la tête | Cedric Nicolas-Troyan       | Jean-Yves Arnaud, Yoann Legave                   |
| 3          | 3         | Auf dich hätte ich nie im Leben gewettet                  | J’aurai jamais parié sur toi    | Cedric Nicolas-Troyan       | Jean-Yves Arnaud, Mathilde Arnaud, France Lanot  |
| 4          | 4         | Die Furie ist wie die Krätze                              | La Furie, c’est comme la gale   | Cedric Nicolas-Troyan       | Jean-Yves Arnaud, Leonie De Rudder, Yoann Legave |
| 5          | 5         | Hallo, mein Liebling                                      | Bonjour mon amour               | Cedric Nicolas-Troyan       | Jean-Yves Arnaud, Yoann Legave                   |
| 6          | 6         | Die Natur verabscheut das Vakuum                          | La nature a horreur du vide     | Laura Weaver                | Jean-Yves Arnaud, Mathilde Arnaud, France Lanot  |
| 7          | 7         | Wo sind die Messer?                                       | Ils sont où les couteaux?       | Samuel Bodin, Sylvain Poche | Jean-Yves Arnaud, Leonie De Rudder, Yoann Legave |
| 8          | 8         | Namaste, Arschloch                                        | Namaste connard                 | Laura Weaver                | Jean-Yves Arnaud, Kahina Asnoun, Yoann Legave    |